# Халиков, Джурабай Халикович
Джурабой Халикович Халиков (Холиқов Ҷӯрабой Холиқович) — таджикистанский химик, академик АН РТ (2001).

## Биография
Родился 06.02.1942.
Окончил химический факультет МГУ им. М. В. Ломоносова (1965).
С 1970 г. работает в Институте химии им. В. И. Никитина АН РТ, с 1985 г. зав. лабораторией химии медико-биологических полимеров, с 1998 г. зав. лабораторией химии высокомолекулярных соединений. С 2003 г. директор института с сохранением должности руководителя лаборатории.
Доктор химических наук (1990), профессор (1994), академик АН РТ (2001).
Научные интересы:
- полимерные композиционные материалы на основе вторичных ресурсов растительных и пищевых продуктов,
- синтез линейных, привитых и сетчатых полимеров на основе мономеров этинилпиперидола,
- физико-химия выделения и очистки пектиновых веществ из растительного сырья,
- физико-химические свойства синтезированных полимеров с биологически активными соединениями, экспериментальное обоснование применимости их в медицинской практике.

Автор более 200 научных публикаций и 19 изобретений.
Лауреат Государственной премии РТ им Абу Али ибн Сино в области науки и техники (1996), лучший изобретатель РТ (1997).